# Microbisium suecicum
Espèce
Synonymes
- Microbisium parvulum suecicum Lohmander, 1945

Microbisium suecicum est une espèce de pseudoscorpions de la famille des Neobisiidae.

## Distribution
Cette espèce se rencontre en Suède, en Pologne, en Allemagne, en Belgique, en Suisse, en Autriche, en Tchéquie, au Slovaquie, en Hongrie, en Italie et au Maroc.

## Systématique et taxinomie
Cette espèce a été décrite comme sous-espèce de Microbisium parvulum par Lohmander en 1945. Elle est élevée au rang d'espèce par Meinertz en 1962.

## Publication originale
- Lohmander, 1945 : Arachnologische Fragmente. I. Über eine für die schwedische Fauna neue Pseudoskorpionart. Göteborgs Kungliga Vetenskaps- och Vitterhetssamhälles Handlingar, sér. 6B, vol. 3, p. 3-14.